# Cosmorhoe defumata
Cosmorhoe defumata là một loài bướm đêm trong họ Geometridae.